# Siren reticulata
Siren reticulata — вид водних земноводних з родини Сиренові (Sirenidae), ендемік пд.-сх. США. Сягає довжини 60 см і вирізняється плямистим забарвленням.

## Етимологія
Видова назва вказує на сітчастий візерунок, характерний для всіх досліджених зразків.

## Опис
S. reticulata має подовжену форму тіла, дві передні кінцівки, ніяких повік, бічну лінію. Спинна частина тіла оливково-сіра, боки світліші, жовто-зелені. Вид має виразний темний сітчасто-плямистий малюнок, що починається від жаберних дуг і триває до хвоста. Черево світліше, оливково-зелено-жовтувате і в деяких зразків також рідко вкрите нерегулярними плямами.